# Гренбі (Массачусетс)
Гренбі (англ. Granby) — місто (англ. town) в США, в окрузі Гемпшир штату Массачусетс. Населення — 6110 осіб (2020).

## Демографія
Згідно з переписом 2010 року, у місті мешкало 6240 осіб у 2374 домогосподарствах у складі 1730 родин. Було 2460 помешкань
Расовий склад населення:
| - 96,5 % — білих - 1,1 % — азіатів - 0,4 % — чорних або афроамериканців - 0,2 % — корінних американців |

До двох чи більше рас належало 1,1 %. Частка іспаномовних становила 2,1 % від усіх жителів.
За віковим діапазоном населення розподілялося таким чином: 22,3 % — особи молодші 18 років, 64,2 % — особи у віці 18—64 років, 13,5 % — особи у віці 65 років та старші. Медіана віку мешканця становила 43,4 року. На 100 осіб жіночої статі у місті припадало 97,7 чоловіків; на 100 жінок у віці від 18 років та старших — 96,2 чоловіків також старших 18 років.
Середній дохід на одне домашнє господарство становив 101 329 доларів США (медіана — 89 752), а середній дохід на одну сім'ю — 119 183 долари (медіана — 105 448). Медіана доходів становила 60 417 доларів для чоловіків та 56 698 доларів для жінок. За межею бідності перебувало 5,5 % осіб, у тому числі 5,2 % дітей у віці до 18 років та 6,3 % осіб у віці 65 років та старших.
Цивільне працевлаштоване населення становило 3514 осіб. Основні галузі зайнятості: освіта, охорона здоров'я та соціальна допомога — 29,0 %, виробництво — 9,3 %, публічна адміністрація — 9,0 %, науковці, спеціалісти, менеджери — 9,0 %.